# Belagerung von Tönning (1700)
1. Phase: Schwedische Dominanz (1700–1709)
Dänischer Kriegsschauplatz (1700)
Humlebæk • Tönning I 
Livländ./ Estnischer Kriegsschauplatz (1700–1708)
Riga I • Jungfernhof • Varja • Pühhajoggi • Narva • Petschora • Düna • Rauge • Erastfer • Hummelshof • Embach • Tartu • Narva II • Wesenberg I • Wesenberg II
Ingermanländ./ Finnischer Kriegsschauplatz (ab 1701)
Archangelsk • Ladogasee • Nöteborg • Nyenschanz • Newa • Systerbäck • Petersburg • Wyborg I • Porvoo • Newa II • Koporje II • Kolkanpää
Litauisch-weißrussischer Kriegsschauplatz (1702–1706)
Vilnius • Saladen • Jakobstadt • Gemauerthof • Mitau • Grodno I • Olkieniki • Njaswisch • Klezk • Ljachawitschy
Polnischer Kriegsschauplatz (1702–1706)
Klissow • Pułtusk • Thorn • Lemberg • Warschau • Posen • Punitz • Tillendorf • Rakowitz • Praga • Fraustadt • Kalisch 
Russischer Kriegsschauplatz (1708–1709)
Grodno II • Golowtschin • Moljatitschi • Rajowka • Lesnaja • Desna • Baturyn • Koniecpol • Weprik • Opischnja • Krasnokutsk • Sokolki • Poltawa I • Poltawa II
2. Phase: Schweden in der Defensive (1710–1721)
Baltischer und Finnischer Kriegsschauplatz (bis 1714)
Riga II • Wyborg II • Pernau • Kexholm • Reval • Hogland • Pälkäne • Storkyro • Nyslott • Hanko 
Schwed./Norwegischer Kriegsschauplatz (1710–1721)
Helsingborg • Køge-Bucht • Bottnischer Meerbusen • Frederikshald I • Dynekilen-Fjord • Göteborg I • Strömstad • Trondheim • Frederikshald II • Marstrand • Ösel • Göteborg II • Södra Stäket • Grönham • Sundsvall
Norddeutscher Kriegsschauplatz (1711–1716)
Elbing • Wismar I • Lübow • Stralsund I • Greifswalder Bodden I • Stade • Rügen • Gadebusch • Altona • Tönning II • Stettin • Fehmarn • Wismar II • Stralsund II • Jasmund • Peenemünde • Greifswalder Bodden II • Stresow 
Die Belagerungen der Festung Tönning im Jahr 1700 war eine militärische Intervention im Großen Nordischen Krieg. Die Festung Tönning war 1700 im Besitz des Hauses Schleswig-Holstein-Gottorf. Dieses stand in verwandtschaftlichem Verhältnis mit dem schwedischen Königshaus, da Friedrich IV. von Schleswig-Holstein-Gottorf mit einer schwedischen Prinzessin verheiratet war.

## Die Beteiligten
Nach seinem Einmarsch in die Gottorfer Landesteile der Herzogtümer Schleswig und Holstein belagerte König Friedrich IV. von Dänemark und Norwegen die Stadt Tönning. Gemeinsam mit den schwedischen Verbündeten verteidigten die Gottorfer die Festung.

## Die Belagerung
Zwischen Dänemark-Norwegen, Sachsen-Polen-Litauen und Russland war vereinbart worden, dass drei Fronten gegen den Schwedenkönig Karl XII. aufzubauen seien. Der dänisch-norwegische König Friedrich VI. marschierte, mit 14.000 Mann, in die Anteile Schleswig-Holstein-Gottorps ein. Am 22. März 1700 war das Heer des dänischen Königs um Tönning versammelt und die Stadt wurde umstellt. Sie wurde in dieser Zeit von mehreren tausend Artilleriegeschossen getroffen, die große Verwüstungen anrichteten, konnte aber gehalten werden.
Die Belagerung wurde im August abgebrochen, weil der Dänenkönig im Frieden von Traventhal gezwungen wurde, aus dem Bündnis gegen Schweden auszutreten.
Der schwedische Einmarsch in Gottorf am 2. Juni 1700 befreite Schleswig-Holstein-Gottorp von den Dänen, der schwedische König ließ eine starke Besatzung in den Gottorfer Anteilen zurück, um einen erneuten Einmarsch zu verhindern.
Die schwedische Niederlage bei Poltawa im Jahre 1709 war der Beginn der zweiten dänischen Beteiligung am Nordischen Krieg.